# Batalha de Acroino
A batalha de Acroino (em grego: Μάχη του Ακροϊνού; romaniz.: Máchi tou Akroinoú) foi travada no ano de 740 entre o exército árabe do Califado Omíada e forças bizantinas, em Acroino (em grego: Ακροηνόν; romaniz.: Akroinón; perto da atual Afyon) na Frígia, região ocidental do planalto da Anatólia. Os árabes haviam anteriormente realizado incursões regulares na Anatólia e a expedição de 740 era a maior das últimas décadas, com três grupos invasores separados.
Uma destas forças, com 20 mil homens, sob o comando de Abedalá Albatal e Maleque ibne Xuaibe, confrontou-se contra os bizantinos, estes sob o comando do imperador Leão III, o Isauro e seu filho, o futuro Constantino V Coprônimo. A batalha resultou na decisiva vitória bizantina. Este desfecho, juntamente com os problemas do Califado Omíada em outras frentes de guerra e a instabilidade interna antes e depois da Revolta Abássida, pôs fim às grandes incursões árabes na Anatólia por três décadas.

## Antecedentes
Desde o início da conquista muçulmana, o Império Bizantino havia sido o principal inimigo dos muçulmanos, por ser o maior, mais rico e militarmente o mais forte estado na fronteira com o expansionista Califado Omíada. Após a desastrosa batalha de Sebastópolis, os bizantinos mantiveram a uma estratégia defensiva, enquanto os exércitos muçulmanos lançavam regularmente ataques na Anatólia, território que estava então sob o controle bizantino.
Após a mal sucedida tentativa de invasão da capital bizantina, Constantinopla, em 717-718, os Omíadas desviaram por alguns anos sua atenção para outros lugares. No entanto, a partir de 720-721, retomaram as incursões militares de forma regular: a cada verão eram iniciadas uma ou duas campanhas  (pl. ṣawā'if, sing. ṣā'ifa), por vezes acompanhadas de ataques navais e/ou seguidas por uma expedição de inverno (shawātī). Estas não tinham por fim a conquista permanente do território, mas apenas incursões para saquear e devastar a zona rural, atacando ocasionalmente fortes e povoações importantes. Os ataques deste período também foram em grande parte confinados ao planalto central da Anatólia (principalmente à parte oriental, a Capadócia) e raramente atingiam as áreas costeiras periféricas.

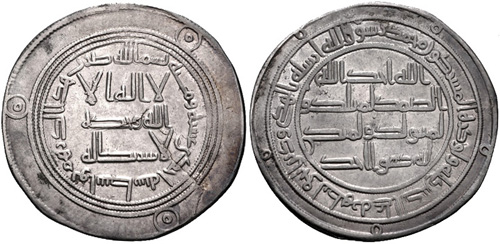
Dirrã do califa omíada Hixame ibne Abedal Maleque r.

Sob o comando do califa omíada Hixame ibne Abedal Maleque (r. 723–743), mais expansionista, esses ataques se tornaram mais fortes e frequentes e foram conduzidos pelos generais mais competentes do califado, incluindo príncipes da dinastia omíada, como Hixame ibne Abedal Maleque ou os próprios filhos de Hixame – Moáuia ibne Hixame, Maslama ibne Hixame e Solimão ibne Hixame. Aos poucos, porém, o sucesso dos ataques muçulmanos foi sendo cada vez menor, sobretudo porque seus recursos foram sendo desviados para o conflito crescente com os Cazares. Continuaram a haver ataques, mas os cronistas árabes e bizantinos citam poucas conquistas bem sucedidas de fortes ou cidades. No entanto, após uma grande vitória sobre os cazares em 737, que aliviou a pressão no Cáucaso, os Árabes intensificaram suas campanhas contra o Império Bizantino: em 738 e 739, Maslama ibne Hixame alcançou diversas vitórias, entre elas a conquista da cidade de Ancira. Durante o ano 740, Hixame montou a maior expedição de seu reinado, colocando-o sob o comando de seu filho Solimão ibne Hixame.

## A batalha

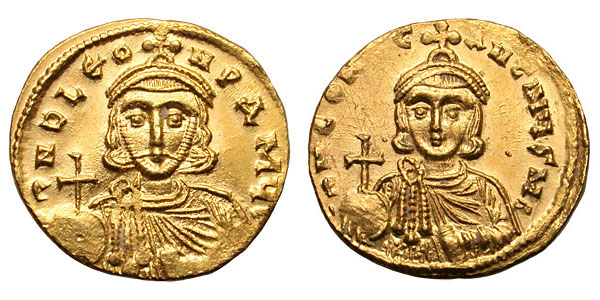
Soldo de r. e seu filho r.

De acordo com a Crônica de Teófanes, o Confessor, a força omíada totalizava 90 mil homens. Destes, foram enviados cerca de 10 mil homens com armamento ligeiro para incursões na costa ocidental sob o comando de Iázide ibne Alganre, seguidos por 20 mil sob a supervisão de Abedalá Albatal e Maleque ibne Xuaibe, que marcharam em direção a Acroino, enquanto a principal força, de cerca 60 mil homens (este último número é certamente um exagero), comandados por Solimão, invadiu a Capadócia.
O imperador Leão III, o Isauro enfrentou então a segunda força em Acroino. Os detalhes da batalha não são conhecidos, mas o imperador conseguiu uma vitória esmagadora: ambos os comandantes árabes morreram, assim como a maior parte de seu exército. Um grupo de 6 800 homens, no entanto, resistiu e conseguiu conduzir uma retirada para Sínada, onde se juntaram a Solimão.
As outras duas forças invasoras devastaram o país e regressaram em segurança para a Síria, mas não conseguiram conquistar qualquer cidade ou fortaleza. O exército invasor árabe sofreu com a fome e a falta de provisões antes do regresso. O historiador cristão árabe Agápio de Hierápolis, do século X, também registra que os bizantinos tomaram 20 mil prisioneiros das forças invasoras.

## Efeitos e consequências

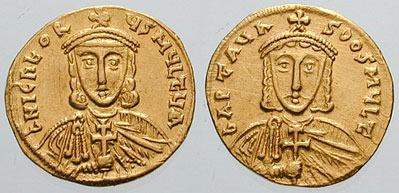
Soldo de Artavasdo r. e seu coimperador Nicéforo

No mundo muçulmano preservou-se a memória do comandante derrotado árabe, Abedalá Albatal, vindo-se a tornar um dos grandes heróis árabes e homenageado na poesia épica turca como o personagem mítico Battal Gazi. A batalha de Acroino foi um sucesso para os bizantinos, por ser a primeira grande vitória alcançada durante uma batalha campal contra os árabes. Interpretada como prova do apoio renovado de Deus, a vitória também serviu para fortalecer a crença de Leão na sua política iconoclasta adotada alguns anos antes. Esta vitória abriu o caminho para uma postura mais agressiva dos bizantinos, que, em 741, atacaram a grande base árabe de Melitene. Em 742 e 743, os omíadas foram capazes de explorar uma guerra civil entre Constantino V Coprônimo e Artavasdo e realizaram incursões na Anatólia com relativa impunidade, embora fontes árabes não relatem qualquer grande vitória durante esta invasão.
A derrota árabe em Acroino é historicamente vista como uma batalha decisiva que marca o início do declínio do Califado Omíada nas guerras bizantino-árabes, aliviando a pressão árabe nas fronteiras do Império Bizantino. Outros acadêmicos no entanto, desde o siríaco E.W. Brooks, no início do século XX, até outros mais contemporâneos, como Walter Kaegi e Ralph-Johannes Lilie, discordam desta visão, citando o fato de que Acroino coincidiu com outras grandes derrotas nas províncias mais remotas do califado, o que esgotou os seus recursos militares, para além da instabilidade interna devido às  guerras civis e à Revolução Abássida. De qualquer forma, os ataques árabes contra o Império Bizantino na década de 740 foram bastante ineficazes e logo cessaram completamente. Com o colapso do Califado Omíada, Constantino V lançou uma série de expedições no interior da Síria que garantiram uma hegemonia bizantina estável na fronteira oriental do império que durou até a década de 770.